# Cavendishia subamplexicaulis
Cavendishia subamplexicaulis är en ljungväxtart som beskrevs av A.C. Smith. Cavendishia subamplexicaulis ingår i släktet Cavendishia och familjen ljungväxter. Inga underarter finns listade i Catalogue of Life.